# ドンフー県
ドンフー県（ドンフーけん、ベトナム語：Huyện Đồng Phú / 縣同富?）は、ベトナムビンフオック省の県である。

## 行政区画
1市鎮10社を管轄する。